# Anders Nordström
Anders Nordström (9 de marzo de 1960) es un médico sueco que se desempeñó como director general interino de la Organización Mundial de la Salud (OMS) del 22 de mayo al 8 de noviembre de 2006. 
Nordström se formó como médico en el Instituto Karolinska y tiene experiencia en el campo de la política y planificación de la salud nacional e internacional y el liderazgo estratégico. Nordström trabajó con la Cruz Roja Sueca en Camboya y el Comité Internacional de la Cruz Roja en Irán. También ha trabajado para la Agencia Sueca Internacional de Cooperación al Desarrollo (Sida) durante más de 12 años, incluidos 3 años en Zambia. 
En 2002, fue director Ejecutivo Interino del Fondo Mundial de Lucha contra el SIDA, la Tuberculosis y la Malaria. Se convirtió en Subdirector General de Gestión General de la OMS en julio de 2003 y, en mayo de 2006, en director general en funciones tras la muerte de Lee Jong-wook. Más tarde nombrado director general Adjunto de la OMS para Sistemas y Servicios de Salud, una de sus principales contribuciones fue avanzar en la política de mano de obra en los servicios de salud, especialmente para los países de bajos ingresos. 
Fue director general de la Agencia Sueca Internacional de Cooperación al Desarrollo desde enero de 2008 hasta mayo de 2010. Fue despedido como jefe de Sida en mayo de 2010 en medio de una controversia sobre fraude y corrupción en el programa de ayuda al desarrollo de la agencia en Zambia, y Nordström recibió atención por falta de una gestión adecuada.
A pesar de los acontecimientos de 2010, en abril de 2012, Suecia nombró a Nordström como el "primer embajador mundial de la salud".
En abril de 2015, después de ocupar el cargo de Embajador de Suecia para la Salud Global, el Sr. Nordström fue nombrado nuevamente ante la OMS como representante de la organización en el país ante Sierra Leona.